# Dange Xuni
Dange Xuni (em inglês: Dange Shuni) é uma Área do governo local em Socoto, Nigéria. Sua sede é na vila de Dange.
Possui uma área de 1210 km² e uma população de 194,546 no censo de 2006.
O código postal da área é 852.